# Куріпка острівна
Куріпка острівна (Bambusicola sonorivox) — вид куроподібних птахів родини фазанових (Phasianidae). Ендемік Тайваню. Раніше вважалався підвидом китайської куріпки, однак був визнаний окремим видом.

## Опис
Довжина птаха становить 30-32 см. Тім'я і потилиця рудувато-коричневі, підборіддя і горло і щоки, решта голови і верхня частина грудей сірі. Верхня частина тіла оливково-сіра або зеленувато-сіра, на спині і крилах є кілька світлих плям, на крилах вони мають нечіткі білі краї. Решта нижньої частини тіла рудувато-охриста, поцяткована каштановими плямами. Райдужки темно-карі, дзьоб темно-сірий з чорним кінчиком, лапи сірувато-оливкові.
Загалом острівні куріпки є схожими на китайських куріпок, однак каштанова пляма у них обмежена лише підборіддям і горлом, нижня частина тіла у них більш темна, плчми на ній каштанові, а не чорні, більші за розмірами, верхня частина тіла у них більш темна і більш оливкова, дрібних білих плям на спині і крилах у них менше.

## Поширення і екологія
Острівні куріпки є ендеміками острова Тайвань. Їх намагалися інтродукувати до Японії, однак їх популяції там, ймовірно, вимерли. Острівні куріпки живуть в густих чагарникових і трав'янистих заростях, а також в бамбукових лісах, переважно, на висоті до 1000 м над рівнем моря. Живляться листям, пагонами, насінням і безхребетними.